# Домбрувка (Піський повіт)
Домбрувка (пол. Dąbrówka, нім. Eichendorf) — село в Польщі, у гміні Ожиш Піського повіту Вармінсько-Мазурського воєводства.
Населення — 335 осіб (2011).
У 1975-1998 роках село належало до Сувальського воєводства.

## Демографія
Демографічна структура станом на 31 березня 2011 року:
|          | Загалом | Допрацездатний вік | Працездатний вік | Постпрацездатний вік |
| -------- | ------- | ------------------ | ---------------- | -------------------- |
| Чоловіки | 170     | 51                 | 111              | 8                    |
| Жінки    | 165     | 49                 | 87               | 29                   |
| Разом    | 335     | 100                | 198              | 37                   |